# Carbonsäurefluoride

Allgemeine Struktur der Carbonsäurefluoride. R kann ein Wasserstoffatom, ein Alkyl- oder ein Arylrest sein

Carbonsäurefluoride sind eine Stoffgruppe der organischen Chemie, die sich von den Carbonsäuren ableitet. Es handelt sich um eine Untergruppe der Carbonsäurehalogenide, bei denen an die Carbonylgruppe ein Fluoratom gebunden ist. Vertreter der Gruppe sind unter anderem das Acetylfluorid und das Benzoylfluorid. Carbonsäurefluoride können auf verschiedenen Wegen synthetisiert werden, oftmals direkt aus den entsprechenden Carbonsäuren. Sie werden in verschiedenen Reaktionen eingesetzt, unter anderem in Kreuzkupplungen, in der Herstellung von Ketonen, sowie zur Herstellung anderer Carbonsäurederivate, letzteres insbesondere bei der Peptidkupplung.

## Herstellung
Carbonsäurefluoride wurden traditionell durch Halogenaustausch aus Carbonsäurechloriden hergestellt, beispielsweise durch Umsetzung mit Kaliumfluorid. Diese Reaktion erfordert allerdings drastische Bedingungen, sodass inzwischen meist andere Fluorierungsmittel eingesetzt werden. Am weitesten verbreitet ist die Verwendung von Cyanurfluorid. Andere Verbindungen, die daneben zum Einsatz kommen, sind Diethylaminoschwefeltrifluorid, Schwefeltetrafluorid und Xenondifluorid. Das Olah-Reagenz (aus Pyridin und Fluorwasserstoff) kann unter Zusatz von Dicyclohexylcarbodiimid (DCC) Carbonsäuren in Carbonsäurefluoride überführen. Eine neuere Methode aus dem Jahr 2017 verwendet Tetramethylammonium-Trifluormethanthiolat. Auch mit Triphenylphosphin und N-Bromsuccinimid können Carbonsäuren zu Fluoriden umgesetzt werden, wobei verschiedene Fluor-Quellen geeignet sind, darunter Triethylammoniumfluorid und Kaliumhydrogendifluorid. Durch oxidative Fluorierung mit Trichlorisocyanursäure und Caesiumfluorid in Acetonitril können Carbonsäuren, Aldehyde und primäre Alkohole jeweils in Carbonsäurefluoride überführt werden.

## Reaktionen
Carbonsäurefluoride sind stabiler als Carbonsäurechloride und werden beispielsweise weniger leicht hydrolysiert. Sie eignen sich als aktivierte Carbonsäurederivate, insbesondere in der Herstellung von Peptiden aus Aminosäuren, da bei der Reaktion keine Epimerisierung der enantiomerenreinen Aminosäuren und Peptidintermediate stattfindet. Daneben eignen sich Carbonsäurefluoride auch zur Herstellung von Ketonen und Estern. Sie können in situ generiert werden, um eine direkte Reduktion von Carbonsäuren zu Alkoholen zu ermöglichen.
Carbonsäurefluoride können in diversen Reaktionen mit Übergangsmetallkomplexen eingesetzt werden, beispielsweise mit Nickel(0), Palladium(0) und Iridium(I). Aromatische Carbonsäurefluoride können unter Palladium-Katalyse und Verlust der Carbonylgruppe mit Triethyl(trifluormethyl)silan trifluormethyliert werden. Auch eine nickel-katalysierte Suzuki-Miyaura-Kupplung von Carbonsäurefluoriden mit Boronsäuren ist möglich. Hierbei kann eine große Bandbreite an strukturell unterschiedlichen Carbonsäurefluoriden eingesetzt werden und durch deren höhere Stabilität gegenüber Carbonsäurechloriden werden eine große Zahl an funktionellen Gruppen toleriert. Ähnliche Kupplungsreaktionen können durch Iridium katalysiert werden. Durch palladium-katalysierte Umsetzung mit Triethylsilan kann eine Reduktion zum Aldehyd, oder unter Verlust der Carbonylgruppe zu einer Aryl-Wasserstoff-Bindung erzielt werden.
Durch Reaktion von Carbonsäurefluoriden mit Organozinkverbindungen können Ketone hergestellt werden. Als Katalysator kommt Bis(cyclooctadien)nickel(0) mit einem zusätzlichen Liganden wie 2,2'-Bipyridin zum Einsatz. Als zusätzliches Additiv, das einen erheblichen Einfluss auf die Ausbeute hat, findet 4-Fluorstyrol Verwendung. Beide Reste einer Diorganylzink-Verbindung werden dabei übertragen. So ergibt die Umsetzung von Benzoylfluorid mit 0,55 Äquivalenten Diphenylzink eine Ausbeute von 70 % Benzophenon. Durch Einsatz von (2-Diphenylphosphinoethyl)pyridin als Ligand kann die Ausbeute auf 97 % gesteigert werden. Die Methode toleriert diverse funktionelle Gruppen und führt nicht zur Epimerisierung von Stereozentren, beispielsweise wenn Fluoride von Aminosäuren umgesetzt werden.